# Bahnhof Wustrau-Radensleben
Der Bahnhof Wustrau-Radensleben liegt an der Bahnstrecke Kremmen–Meyenburg. Seine Empfangsgebäude steht unter Denkmalschutz.

## Lage und Name
Der Bahnhof an der Bahnstrecke Kremmen–Meyenburg liegt am Streckenkilometer 17,0 (gezählt vom Bahnhof Kremmen) im Wald abseits sonstiger Besiedlung.
Er trug ursprünglich nur den Namen Radensleben, der namensgebende Ort liegt drei Kilometer nordöstlich. Seit 2000 heißt er Wustrau-Radensleben, Wustrau liegt drei Kilometer südwestlich. Nächstgelegene Ort ist Altfriesack, etwas über einen Kilometer entfernt. Altfriesack und Wustrau bilden den Ortsteil Wustrau-Altfriesack der Gemeinde Fehrbellin. Der Bahnhof liegt dagegen auf dem Gebiet der Stadt Neuruppin in der Flur des Ortsteils Karwe.

## Geschichte

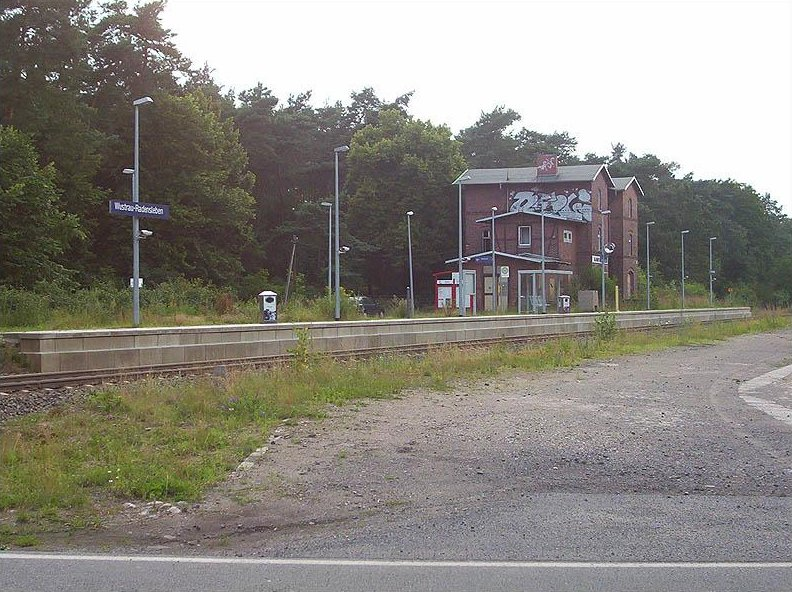
Blick in Richtung Neuruppin

Die Station wurde am 1. Februar 1899 unter dem Namen Radensleben eröffnet. Nach 1945 richtete die Rote Armee in unmittelbarer Nähe des Bahnhofs ein großes, bewachtes Tanklager mit Gleisanschluss ein. 1995 wurde der Bahnhof im Zuge der Streckensanierung geschlossen und im Jahr 2000 unter dem heutigen Namen neu eröffnet. Im Zuge des Umbaus wurden sämtliche Weichen und Gleise (bis auf das Streckengleis) entfernt, damit ist die neue Station im bahnrechtlichen Sinne nur noch ein Haltepunkt. Ein neuer Seitenbahnsteig mit einer Länge von 100 m und einer Höhe von 76 cm wurde errichtet. Das Empfangsgebäude wurde seit den 1990er Jahren nicht genutzt und stand etliche Jahre leer.
In den Nacht vom 7. auf den 8. Juli 2014 brannte ein Anbau des Bahnhofsgebäudes, auch eine Wand des Hauptgebäudes wurde beschädigt. In den folgenden Jahren wurde das in Privatbesitz befindliche Gebäude saniert.
Für den Tourismus besitzt die Station trotz der abgelegenen Lage einen großen Wert, da viele Wanderer und Radfahrer den Bahnhof als Ausgangs- und Endpunkt ihrer Touren durch das Ruppiner Land nutzen. Daneben ist der Bahnhof eine Möglichkeit, die Tagungsstätte Wustrau der Deutschen Richterakademie mit öffentlichen Verkehrsmitteln zu erreichen.
Mit Veröffentlichung der 17. Aktualisierung am 13. April 2022 wurde das Bahnhofsgebäude in die Denkmalliste des Landes Brandenburg aufgenommen.

## Verkehrsanbindung
Mit der Regional-Express-Linie RE 6, dem Prignitz-Express, besteht eine Verbindung über Berlin-Spandau nach Berlin-Charlottenburg sowie in Gegenrichtung nach Neuruppin und weiter bis Wittenberge.
| Linie                    | Linienverlauf | Takt (min) | EVU              |
| ------------------------ | --- | ---------- | ---------------- |
| RE 6                     | Wittenberge – Perleberg – Pritzwalk – Wittstock (Dosse) – Neuruppin – Wustrau-Radensleben – Kremmen – Hennigsdorf (b Berlin) – Falkensee – Berlin-Spandau – Berlin-Charlottenburg | 120        | DB Regio Nordost |
| Stand: 15. Dezember 2024 | |            |                  |

Zusätzlich halten am Bahnhof Busse des kreiseigenen Verkehrsbetriebes Ostprignitz-Ruppiner Personennahverkehrsgesellschaft.